# Camera a proiezione temporale
In fisica delle particelle una camera a proiezione temporale è un rivelatore di particelle inventato da David R. Nygren al Lawrence Berkeley National Laboratory. Una camera a proiezione temporale consiste in una camera riempita di gas di solito di forma cilindrica divisa in due metà con l'applicazione di una forte tensione da parte dell'elettrodo centrale, che crea un campo elettrico tra il centro e le basi del cilindro. Di solito è applicato anche un campo magnetico lungo la lunghezza del cilindro, parallelo al campo elettrico, con lo scopo di minimizzare la diffusione degli elettroni prodotti dalla ionizzazione del gas. Quando una particella passa attraverso il gas lo ionizza, producendo coppie elettrone - ioni positivi. La coordinata {\displaystyle z}, quella lungo l'asse del cilindro, è determinata misurando il tempo di deriva della ionizzazione fino alla rivelazione su una MWPC sulle basi del cilindro. Questo viene fatto usando la tecnica delle camere a deriva, la risoluzione in questa direzione può essere di 1 millimetro. I rivelatori a multifili (MWPC) sulle basi sono disposte con i fili nella direzione azimutale, {\displaystyle \theta }, che fornisce informazioni sulle coordinate radiali, {\displaystyle r}. Per ottenere la direzione azimutale ogni catodo è diviso in strisce lungo la direzione radiale. Le coordinate radiali e azimutali possono essere misurate con una risoluzione di circa 100 micrometri.

## Gate
Le TPC non sopportano alti ritmi di misura, per problemi di carica spaziale causata dagli ioni positivi, cioè accumulandosi modificano il campo elettrico. Il problema viene risolto con un gate, composto da diversi fili vicini al piano anodico, che normalmente è chiuso e impedisce il passaggio di ioni positivi dalla regione di moltiplicazione e quella di drift, e il passaggio di elettroni dalla regione di drift a quella di moltiplicazione. Quando il gate è chiuso quindi il rivelatore è inattivo e non rivela particelle. Quando invece è aperto lavora normalmente. Il gate può essere innescato da un segnale esterno oppure semplicemente sincronizzato.